# Estação Alencastro
A Estação Alencastro é um ponto de ônibus coletivo da cidade de Cuiabá. É considerada sustentável pois é um dos poucos do Brasil que funciona a energia solar.

## Projeto
“O projeto da estação absorveu os conceitos de sustentabilidade, buscando uma arquitetura mais contemporânea e preocupada com o meio ambiente e economia de energia, melhorando assim a qualidade do serviço oferecido aos usuários do transporte público”, diz Adrielle Martins, coordenadora de engenharia da Secretaria de Mobilidade Urbana de Cuiabá.
Totalmente climatizado a estação possui um temporizador para que o usuário acompanhe a chegada de seu ônibus ao local, portas automáticas e vai operar de maneira alto sustentável, com energia solar, aos moldes dos padrões internacionais que vigoram na construção de abrigos de ônibus nas principais capitais do mundo.

## Capacidade
Conta com 76 assentos e capacidade para abrigar aproximadamente 800 pessoas em circulação. O espaço receberá mais de 150 mil passageiros por mês, que contarão com uma frota de 41 veículos.